# Paraptychodes kedar
Paraptychodes kedar är en fjärilsart som beskrevs av Druce 1896. Paraptychodes kedar ingår i släktet Paraptychodes och familjen mätare. Inga underarter finns listade i Catalogue of Life.